# Евињи
Евињи (фр. Evigny) насеље је и општина у североисточној Француској у региону Шампањ-Арден, у департману Ардени која припада префектури Шарлвил Мезјер.
По подацима из 2011. године у општини је живело 208 становника, а густина насељености је износила 48,04 становника/km². Општина се простире на површини од 4,33 km². Налази се на средњој надморској висини од 200 метара.

## Демографија
| 1962. | 1968. | 1975. | 1982. | 1990. | 1999. | 2011. |
| ----- | ----- | ----- | ----- | ----- | ----- | ----- |
| 130   | 140   | 141   | 208   | 198   | 194   | 208   |

График промене броја становника у току последњих година